# Vagnhärads socken
Vagnhärads socken i Södermanland ingick i Hölebo härad, uppgick 1926 i Trosa-Vagnhärads socken och området är sedan 1992 en del av Trosa kommun, från 2016 inom Trosa-Vagnhärads distrikt.
Socknens areal var 58,24 kvadratkilometer.  År 1920 fanns här 1 264 invånare. Godset Åda säteri, tätorten Vagnhärad och sockenkyrkan Vagnhärads kyrka ligger i socknen.

## Administrativ historik
Vagnhärads socken har medeltida ursprung. 
Vid kommunreformen 1862 överfördes socknens kyrkliga frågor till Vagnhärads församling medan de borgerliga överläts till Vagnhärads landskommun. Landskommunen uppgick 1926 i Trosa-Vagnhärads landskommun som 1952 gick upp i en återbildad Vagnhärads landskommun. Denna uppgick 1974 i Nyköpings kommun men bröts ut 1992 till Trosa kommun. Församlingen uppgick samtidigt som landskommunen 1926 i Trosa-Vagnhärads församling som 2010 uppgick i Trosa församling.
1 januari 2016 inrättades distriktet Trosa-Vagnhärad, med samma omfattning som Trosa-Vagnhärads församling hade 1999/2000 och fick 1926, och vari detta sockenområde ingår.
Socknen har tillhört län, fögderier, tingslag och domsagor enligt vad som beskrivs i artikeln Hölebo härad. De indelta soldaterna tillhörde Livregementets grenadjärer, Södermanlands kompani. De indelta båtsmännen tillhörde Andra Södermanlands båtsmanskompani.

## Geografi

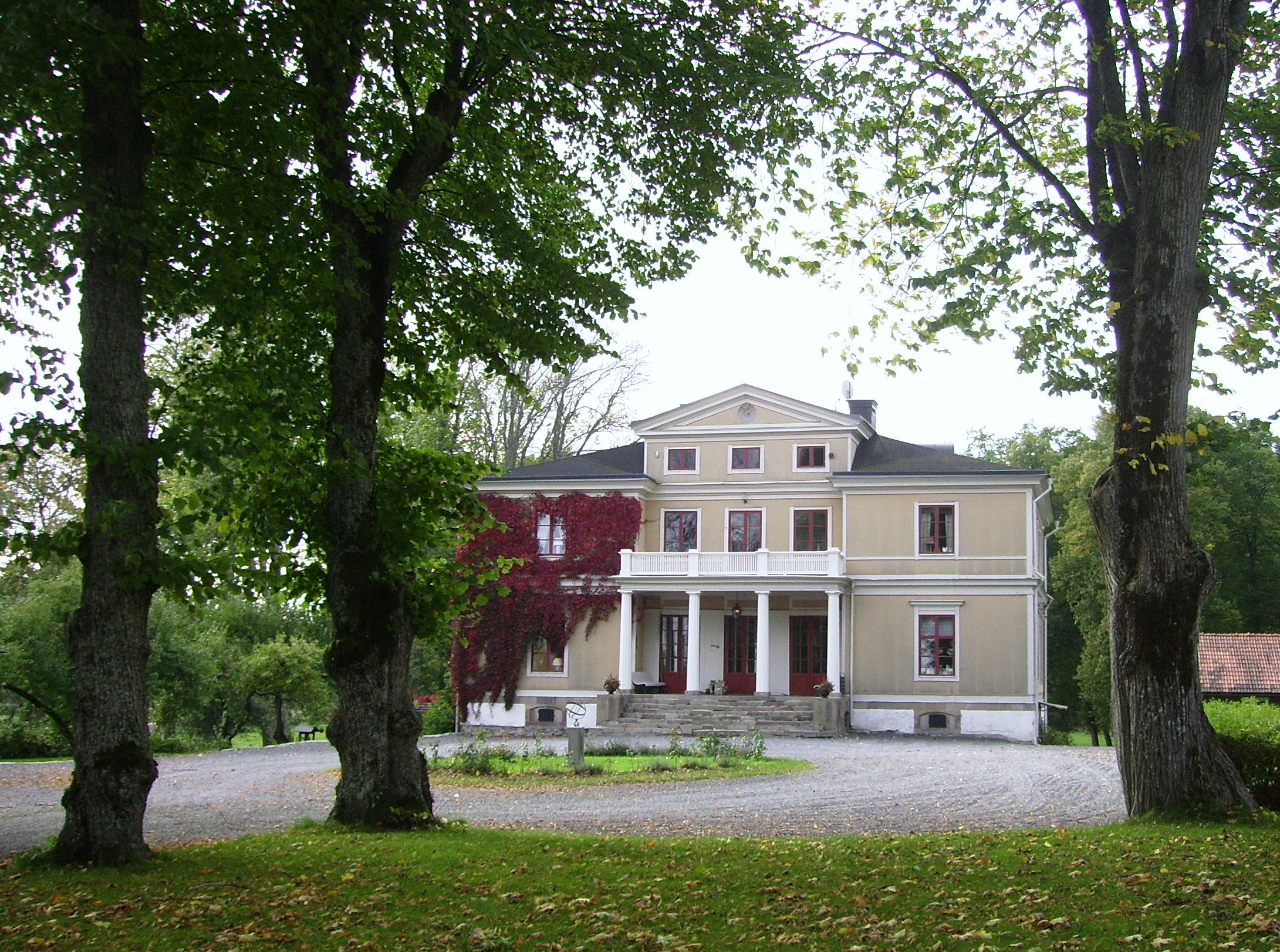
Åda säteri.

Vagnhärads socken ligger norr om Trosa kring Trosaån och söder om Långsjön. Socknen är huvudsakligen småkuperad skogsbygd.

## Fornlämningar
Spridda gravrösen och flera gravfält med stensättningar från järnåldern är funna. 13 runristningar är kända.

## Namnet
Namnet (1350 Wanghæradh) är ett bygdenamn för området vid Trosaåns mynningsvik med förleden troligen vagher, 'vik' och efterleden härad, 'bygd'.